# Enough (filme)
Enough (bra: Nunca Mais; prt: Basta) é um filme de drama, ação e suspense estadunidense lançado em 2002, dirigido por Michael Apted, com roteiro de Nicholas Kazan baseado no livro Black and Blue (1998), de Anna Quindlen.
Jennifer Lopez foi indicada para o prémio Framboesa de Ouro de Pior Atriz por sua atuação no filme (assim como para Maid in Manhattan), mas perdeu após o prémio ser dividido entre Madonna (Swept Away) e Britney Spears (Crossroads).

## Sinopse
O filme começa em um restaurante de Los Angeles, onde uma garçonete chamada Slim (Jennifer Lopez) trabalha com sua melhor amiga, Ginny (Juliette Lewis). Certo dia, Slim recebe avanços românticos de um cliente (Noah Wyle) que faz brincadeiras com o nome da moça, fazendo-a revelar que "Slim", na verdade, não é seu nome real. Os avanços logo se mostram inapropriados e Slim se sente assediada conforme o homem insiste, até que outro cliente, Mitch Hiller (Billy Campbell), intervém, confrontando o suposto assediador, que se sentindo ameaçado por alguém supostamente mais forte, cessa suas insistências para com Slim e vai embora. Através deste gesto, Slim se apaixona por Mitch e eles começam a namorar, não demorando muito até que eles se casem e tenham uma filha chamada Gracie (Tessa Allen). 
Inicialmente o casamento de Slim e Mitch parece ir muito bem, muito embora ela estranhe tudo ter acontecido tão rápido e Mitch se mostrar o cavalheiro perfeito. No entanto, um dia ela descobre que Mitch a tem traído com uma mulher chamada Darcelle. Diante do confronto, Mitch admite a traição, mas insiste que Darcelle não significa nada. Slim acha que o marido apenas está fugindo do assunto e se irrita, ameaçando sair de casa, o que enfurece Mitch, que se torna violento, partindo para a agressão física, conforme chega até a dar um soco no rosto da esposa. Ele insiste em suas ameaças dizendo-lhe que como ganha o dinheiro que os sustenta, pode fazer o que ele quiser da vida e em relação ao casamento deles, insinuando que Slim não tem para onde correr. Com isso, o marido se recusa a parar seu caso, a menos que ela queira lutar com ele. Em uma tentativa arriscada, Slim liga para a mãe de Mitch, perguntando à sogra (Janet Carroll) o que deve fazer para acabar com a raiva do Marido, descobrindo pela própria mãe dele que ele tem uma história de abuso físico. Com tudo isso, Ginny, ciente do caso, aconselha Slim a deixar Mitch, ao que Slim concorda, mas só se levar Gracie com ela, inclusive porque ela tem medo de que Mitch possa ferir sua filha. O Problema é que o marido se antecipa, buscando a filha na escola e até levando-a para um passeio ao zoológico, o que deixa Slim desesperada, imaginando que Mitch possa ter saído da cidade com a filha.
Naquela noite, durante o jantar, Slim descobre que Mitch soube da conversa de sua esposa com sua mãe e ele a insulta verbalmente, desconfiando que ela está tentando jogar a mãe dele contra ele, ainda assim, na frente de Gracie, ele permanece neutro, afim de a menina não desconfiar de nada. Tendo motivos suficientes para fugir, Slim decide levar Gracie, ainda dormindo, para fora de casa, tentando evitar que Mitch acorde, mas o marido frustra seus planos, já que acaba acordando e percebendo o que está acontecendo, agarrando-a pelos cabelos e em seguida a atirando ao chão e deferindo chutes enquanto ela está caída. Durante todo esse momento, Gracie está dormindo no sofá e nada a desperta. Acontece que Slim contatou alguns amigos afim de a tirarem de casa, mas nenhum deles contava com Mitch os ameaçando com uma arma, ao que um dos amigos, Phil (Christopher Maher), acaba usando Gracie como escudo afim de paralisar qualquer movimento de Mitch, ao que a menina acorda e percebe tudo que está acontecendo, impedindo que Mitch aja contra Phil diante da observação da filha. Sem alternativa, Mitch deixa Slim escapar e a moça é conduziza, juntamente com a filha, por seus amigos, até um hotel de beira de estrada, mas não consegue pagar pela estadia, pois Mitch congelou todos os seus cartões. Slim acaba indo para Seattle, onde ela se refugia na casa de Joe (Dan Futterman), um antigo namorado com quem ainda mantém amizade, mas Mitch logo descobre o paradeiro da esposa e manda alguns de seus amigos até a casa de Joe, disfarçados de agentes do FBI alegando que Joe sequestrou Slim e Gracie e está as mantendo como reféns. Como ele acaba acreditando que se tratam de agentes federais(uma vez que sabe que Mitch tem poder aquisitivo o suficiente para lidar com este tipo de serviço e influência), ele acaba tendo que deixar Slim partir, ao que ela, precisando de dinheiro, recorre a seu pai(Fred Ward), um homem rico e influente, conhecido por Júpiter, que de forma mesquinha, afirma que Slim não é sua filha e dá-lhes apenas US$12, se recusando a abrigar sua filha e sua neta. Decepcionada com o abandono de seu pai, ela se muda com Gracie para Michigan, onde compra uma nova casa e muda seu nome para Erin Shleeter, afim de evitar ser reconhecida, mas logo Júpiter é perseguido e ameaçado pelos homens de Mitch(ciente de todos os paradeiros da esposa) e se dá conta da gravidade do problema, resolvendo ajudar a filha, conforme deposita uma quantia ainda maior de dinheiro.
Em Michigan, Slim é visitada por Joe, que ainda pretende protegê-la das ameaças de Mitch, que acaba interceptando-os e perseguindo-os, atacando Slim mais uma vez, porém, agora ela está preparada, com um spray de pimenta e um plano de fuga. Nos momentos que se seguem, Mitch contata seu amigo Robbie para perseguir Slim, que ao encontrá-lo, o reconhece como o cliente que tentou assediá-la anos atrás quando ela era garçonete, antes dele ser supostamente impedido por Mitch, ao que ela se dá conta de que tudo não passava de uma encenação em que Mitch mostraria seu lado heróico defendendo Slim de um suposto assediador que na verdade era um amigo seu que fingiu paquerá-la, percebendo que era tudo combinado afim de Mitch conquistar Slim, que após uma tensa perseguição de carro, consegue despistar Robbie e eventualmente vai se esconder em São Francisco, contrata uma mulher que se parece com ela para manter seu disfarce, e envia Gracie de férias para o Havaí com Joe, afim de tirá-la do caminho do mal.
Decidida a enfrentar Mitch de uma vez por todas, Slim tem aulas de luta com instrutor de auto defesa (Bruce A. Young), que lhe ensina Krav Maga, uma vez que a autodefesa não é assassinato. Após algumas aulas, Ela volta para Los Angeles, onde Mitch possui uma nova casa, a qual Slim invade, burlando o sistema, escondendo as armas de Mitch e bloqueando as ligações de telefone afim de ele não chamar a polícia. Quando finalmente se confrontam, Mitch hesita em atacar sua esposa, demonstrando uma falsa piedade da suposta fragilidade desta, a quem ele acredita ser indefesa, mas ela logo mostra suas habilidades e ele se defende, mas mesmo ferida, ela ainda se levanta e contra-ataca, ao fim, lançando-o janela afora da casa para sua morte. Quando a polícia chega ao local e percebe o que aconteceu, declara que Slim apenas praticou legítima defesa e a inocenta, ciente de todos os supostos delitos cometidos por Mitch até então, ao que Ginny acaba servindo de testemunha a favor de Slim.
Como Mitch não é mais uma ameaça, Slim e Gracie passam a viver uma vida feliz em Seattle com Joe.

## Elenco
- Jennifer Lopez como Erin "Slim" Shleeter
- Billy Campbell como Mitch Hiller
- Tessa Allen como Gracie Hiller
- Juliette Lewis como Ginny
- Dan Futterman como Joe
- Noah Wyle como Robbie
- Fred Ward como Jupiter
- James Noah como Sr. Hiller
- Janet Carroll como Sra. Hiller
- Bill Cobbs como Jim Toller
- Christopher Maher como Phil
- Bruce A. Young instrutor
- Bruce French como proprietário da casa comprada por Slim
- Ruben Madera como Teddy
- Dan Martin como agente do FBI
- Jeff Kober como agente do FBI
- Brent Sexton agente do FBI
- Michael P. Byrne como sargento Desk
- Nikki Bokal como Mitch loura
- Tanya Fishburn como assistente de Mitch

## Produção

### Elenco e filmagem
Em 9 de novembro de 2000, o jornal Daily News informava que Lopez estava em negociações para estrelar Enough, "que conta a história de uma jovem recém-casada que aprende a se defender após seu marido supostamente perfeito, abusar fisicamente dela, forçando-a a fugir e tomar medidas extremas diante da constante perseguição. Sandra Bullock foi originalmente escalada para interpretar Slim e inicialmente considerou aceitar o papel. No entanto, a revista Variety em novembro de 2000, dizia que Bullock teve que recusar o papel por conta de conflitos de agenda com outro filme.
Da MTV News David Basham relatou em 19 de maio de 2001 que Lopez foi escalada como Slim e Billy Campbell de Once and Again foi escalado como Mitch, descrito como um "empreiteiro rico" que inicialmente é o homem dos sonhos de Slim, mas que durante o casamento, se mostra um marido abusivo e de caráter duvidoso. Juliette Lewis, Noah Wyle, Dan Futterman e Fred Ward também foram anunciados para co-estrelar o filme. De acordo com Basham, as filmagens começaram em 21 de maio de 2001 em Los Angeles, São Francisco e Seattle. Durante um documentário caracterizado em um DVD de edição especial do filme, Kazan afirmou que Lopez foi essencial na criação e desenvolvimento de sua personagem através de detalhes improvisadas, gestos físicos e até mesmo brincando com adereços", Ele descreveu sua atuação emocional como "ouvido absoluto". Apted, que ouviu lendas urbanas que Lopez era uma diva do cinema, confessando que "Ela foi fantástica, uma pessoa ótima de se trabalhar". No entanto, durante as filmagens de Enough, Lopez confessou anos depois que ela teve um colapso nervoso só de lembrar de seus momentos no filme, além do trabalho excessivo durante as filmagens. Em 2008, ela declarou: "Eu estava sofrendo de insônia e tive uma espécie de colapso nervoso, então, eu gelei no set de filmagem. Bem, não necessariamente no set, mas no meu trailer. Acho que não consigo fazer isso de novo".

### Temas

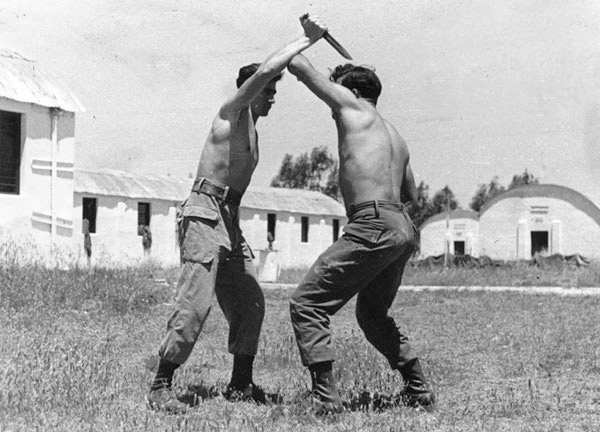
A técnica de defesa Krav Maga (foto) foi usada por Lopez em Enough.

Enough é um filme de suspense que também detalha um relacionamento abusivo. Kazan disse que é "Sobre o pior aspecto da psique masculina a qual os homens foram ensinados, tradicionalmente, a esperar para obter o que querem. Grande parte dos problemas que os homens têm, ou os problemas que os homens impõe sobre as mulheres, têm a ver com eles sentindo que tem direito, e que as mulheres devem fazer o que os homens querem". Ryan J. Downey de MTV News comentou sobre a questão da "A América estar pronta para ver a sua bem-cuidada diva, Jennifer Lopez como uma esposa maltratada?".
Explicando o conceito do filme, Lopez afirmou: "Não há voltas e reviravoltas e é emocionante [...], mas também tem uma mensagem, que é o que me atraiu para ele, algo impactante e poderoso. "Descrevendo a sua mensagem, ela disse: "[Se] você vive esse tipo de situação, passando por um relacionamento abusivo, você pode muito bem sair desse tipo de situação [...] isso tem tudo a ver com sua fé em si mesmo(a) e sua própria força de vontade. Essa é a mensagem do filme". Quando Lopez leu o roteiro, ela sabia que teria que se entregar de corpo e alma do começo ao fim, inclusive contando com um ato que exigia que ela perdesse peso e se tornasse alguém mais atlética." Ela teve que aprender Tai Chi e Tae Kwon Do, mas por um curto período de tempo. Seu personal trainer sugeriu que ela estudasse Krav Maga, o "sistema de autodefesa oficial das Forças Armadas de Israel, que recentemente se tornou uma forte nos Estados Unidos. O estilo de luta se concentra em combater com movimentos que se baseiam em reações instintivas", segundo a MTV News. Falando sobre o sistema, Lopez disse: "[Krav Maga] nivela o campo de jogo entre homens e mulheres [...] Onde não importa quão forte é seu oponente, você realmente pode tomar vantagem disso. Trata-se de sair do caminho do oponente, contra-atacando e usando o que puder para obter vantagem sobre seu adversário".
Durante uma entrevista com Lopez, a jornalista Diane Sawyer da ABC News observou que as pessoas "na indústria de aconselhamento ás mulheres alegam que a mulher é sempre indefesa. Isso é algo que é perigoso, pois molda a mente da mulher afim de que esta se sinta sempre indefesa " Lopez respondeu declarando: "Bem, você sabe, este é um filme de suspense, mas que tem uma forte mensagem sobre esses temas relacionados a relações abusivas, violência doméstica e o abuso sontra o sexo feminino [...], além de que se trata de capacitar-se em qualquer situação, sabendo que você tem esse poder. Quando eu li o roteiro, eu vi que não importa quão grave a situação pode ser, você pode reverter tudo o que há de negativo ao descobrir que o poder de decisão existe dentro de você".

## Lançamento
Enough foi planejado para ser lançado em setembro de 2001, mas depois adiado para "início" de 2002. Em última análise, foi lançado em 24 de maio de 2002. Com um orçamento de produção de US$38 milhões, o filme fez um lucro. Após a sua semana de abertura, Enough classificou-se em 5 no gráfico americano Box Office, faturando mais de US$14 milhões de dólares tendo sido rastreados em 2.623 cinemas. Na semana seguinte, ele arrecadou US$6,8 milhões, caindo para nº7 no Box Office, e arrecadou US$3,7 milhões após sua terceira semana, caindo para No.9. Em última análise, Enough arrecadou US$40 milhões de dólares no mercado interno e um total de US$51,8 milhões de dólares americanos em todo o mundo.

### Resposta da crítica
Obteve críticas geralmente negativas, alcançando uma média de 21% de aprovação no Rotten Tomatoes, baseado em 121 críticas recolhidas. Por comparação, o Metacritic calculou uma média 28, em um máximo de 100, baseado em 32 críticas.

### Home media
Sony Pictures Home Entertainment lançou o DVD de Enough em 8 de outubro de 2002, em Dolby Digital inglês e francês, bem como legendas. A edição VHS foi lançado em 4 de março de 2003. A edição widescreen especial contendo uma relação de aspecto 2.40:1 foi lançado em 16 de setembro de 2003; incluiu também opções de idioma espanhol. Ele tem uma série de extras que inclui três cenas deletadas: "Strip Quebra Joint In", "Enough Is Enough" e "Krav Maga: Contato de Combate". Vídeo da música de Lopez para trilha sonora da música "Alive" também está incluído. Durante o "making-of" documentário para o filme intitulado "Max no Set: Enough" Lopez afirmou que ela foi atraída para o suficiente, porque ele era "como um Rocky feminino". Cynthia Fuchs de PopMatters escreveu uma revisão em profundidade da adição lançamento do DVD especial, e disse: "Só porque o filme precisa de um segundo lançamento em DVD não é clara, exceto para o diktat evidente que não existe coisa como suficiente ou mesmo demasiado J-Lo".

## Trilha sonora
A trilha sonora oficial de Enough foi composta por David Arnold, e lançada pela Audio CD em 4 de junho de 2002. Além de sua trilha, Lopez gravou a canção intitulada "Alive",
que ela coescreveu com seu então marido Cris Judd. Apesar de ter servido como trilha sonora da canção e foi usado durante o filme, ele não aparece na trilha do filme.
| N.º | Título                  | Duração |  |
| 1.  | "Give Me a Sign"        | 5:23    |  |
| 2.  | "F.B.I.?"               | 4:40    |  |
| 3.  | "New Leaf"              | 1:44    |  |
| 4.  | "Slim and Joe"          | 2:03    |  |
| 5.  | "Get Out of the House"  | 7:15    |  |
| 6.  | "Goodbye Gracie"        | 1:43    |  |
| 7.  | "Training Day"          | 3:11    |  |
| 8.  | "Breaking In"           | 2:23    |  |
| 9.  | "Setting the Trap"      | 5:42    |  |
| 10. | "Fight club"            | 8:50    |  |
| 11. | "One of the Lucky Ones" | 1:37    |  |